# Condado de Brod-Posavina
O Condado de Brod-Posavina (em croata: Brodsko-posavska županija) é um condado da Croácia. Sua capital é a cidade de Slavonski Brod.

## Divisão administrativa
O Condado está dividido em 2 Cidades e 26 Municípios.
As cidades são:
- Nova Gradiška
- Slavonski Brod

As municípios são:
- Bebrina
- Brodski Stupnik
- Bukovlje
- Cernik
- Davor
- Donji Andrijevci
- Dragalić
- Garčin
- Gornja Vrba
- Gornji Bogićevci
- Gundinci
- Klakar
- Nova Kapela
- Okučani
- Oprisavci
- Oriovac
- Podcrkavlje
- Rešetari
- Sibinj
- Sikirevci
- Slavonski Šamac
- Stara Gradiška
- Staro Petrovo Selo
- Velika Kopanica
- Vrbje
- Vrpolje